# Erdőkürt
Erdőkürt (szlovákul: Kirť) község Nógrád vármegyében, a Pásztói járásban.

## Fekvése
Budapesttől 58, Aszódtól 20, Váctól 32 kilométerre fekszik a Cserhátalja dombos vidékének egyik völgyében, a Céklás-patak mellett, Nógrád vármegye határán, délnyugati és nyugati szomszédjai már Pest vármegyéhez tartoznak.
A közvetlenül határos települések: észak felől Vanyarc, kelet felől Erdőtarcsa, délkelet felől Kálló, délnyugat felől Galgamácsa, nyugat felől pedig Acsa.

### Megközelítése
Csak közúton érhető el, Acsa vagy Kálló érintésével, a 2106-os úton. (Határszélét keleten érinti még a Kállóból Vanyarc felé vezető 2137-es út is.)
A MÁV 78-as számú Aszód–Balassagyarmat–Ipolytarnóc-vasútvonalán a község nevét viseli Acsa-Erdőkürt vasútállomás, de ez megtévesztő, mert az állomás Acsa központjának északi részén található, Erdőkürt központjától több mint 7 kilométer távolságra.

## Története
A falut elsőként a 13. század végén említik oklevelek, Kywth vagy Kyrth néven. Neve arra utal, hogy a terület eredetileg a honfoglalás kori Kürt-törzs szálláshelye volt.
Az 1500-as évek közepén török fennhatóság alá került, de nem néptelenedett el, mint sok más település, lakóinak száma az ez idő tájt keletkezett összeírásokban 23-25 adóköteles család. A dokumentumokban Kürth néven szereplő falu az 1680-as évekre elnéptelenedett. Valószínűleg nem a török, hanem a Bécset megsegítő Sobieski, lengyel király hadai telepítették ki a magyar lakosságot.[forrás?] Temploma a visszavonuló törökök dúlásának esik áldozatul. Néhány éven belül a falu újra benépesült, többek között szlovák betelepülőkkel. Az elsősorban szlovák gyökerrekkel rendelkező lakók mellé a 18. század második felében evangélikus jobbágyokat telepítettek, akik saját templomot emeltek a faluban.
A következő évszázadban több ura is volt a területnek, míg az 1800-as évek végére a Wilczek földbirtokos család kezébe került, akik kastélyt építettek a falu mellett. A 20. század első felére 900, többségében zsellér, cseléd és kisbirtokos lakosa volt a településnek. Mai nevét – Erdőkürt – is ekkor nyeri el.
A második világháború alatt a bombatalálatott kapott Wilczek-kastély megsemmisült, törmelékét széthordták, napjainkra nem maradt nyoma. 1966-ban új, 4 tantermű iskola, 72-ben faluház épült a településen, mely ma az önkormányzati hivatalnak ad helyet. A kastély egykori parkjának helyén, a Pálos Nővérek számára épített kolostort 1999-ben szentelték fel.

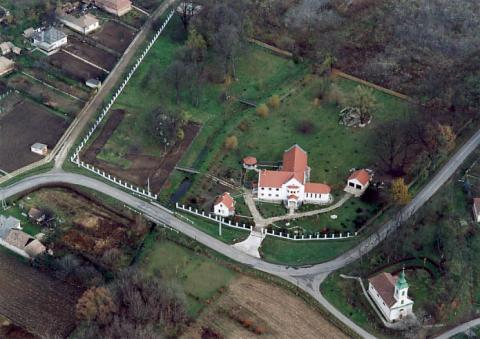
A Magyarok Nagyasszonya-monostor és környéke

## Közélete

### Polgármesterei
- 1990–1994: Szervánszky Józsefné (független)[5]
- 1994–1998: Szervánszky Józsefné (független)[6]
- 1998–2002: Havjár Mihály (független szlovák kisebbségi)[7]
- 2002–2006: Paszterovics János (független szlovák kisebbségi)[8]
- 2006–2010: Paszterovics János (független)[9]
- 2010–2014: Szebenszkiné Palik Katalin (független)[10]
- 2014–2019: Szebenszkiné Palik Katalin (Fidesz-KDNP)[11]
- 2019–2024: Szebenszkiné Palik Katalin (független)[12]
- 2024– : Szebenszkiné Palik Katalin (független)[1]

## Népesség
A település népességének változása:
| Lakosok száma | 486  | 481  | 477  | 484  | 525  | 486  | 459  |
|               | 2013 | 2014 | 2015 | 2021 | 2022 | 2023 | 2024 |

2001-ben a település lakosságának 58%-a magyar, 41%-a szlovák, 1%-a szlovén nemzetiségűnek vallotta magát.
A 2011-es népszámlálás során a lakosok 96,4%-a magyarnak, 0,2% lengyelnek, 0,4% németnek, 28,5% szlováknak mondta magát (3,6% nem nyilatkozott; a kettős identitások miatt a végösszeg nagyobb lehet 100%-nál). A vallási megoszlás a következő volt: római katolikus 45,1%, református 1%, evangélikus 34,4%, felekezeten kívüli 4% (13,8% nem nyilatkozott).
2022-ben a lakosság 90,1%-a vallotta magát magyarnak, 13% szlováknak, 0,4% németnek, 0,2% cigánynak, 0,2% örménynek, 0,2% románnak, 1,9% egyéb, nem hazai nemzetiségűnek (9,7% nem nyilatkozott; a kettős identitások miatt a végösszeg nagyobb lehet 100%-nál). Vallásuk szerint 32,8% volt római katolikus, 23,8% evangélikus, 2,1% református, 0,6% görög katolikus, 1,5% egyéb keresztény, 0,4% egyéb katolikus, 6,1% felekezeten kívüli (32,4% nem válaszolt).

## Nevezetességei
- Wilczek-kastély

## Tömegközlekedés
- Helyközi autóbuszjáratok: 338, 422, 424, 426, 428, 3210, 3214